# Thalera thymiaria
Thalera thymiaria là một loài bướm đêm trong họ Geometridae.